# Discotettix adenanii
Discotettix adenanii là côn trùng tìm thấy ở Malaysia, thuộc họ Tetrigidae.